# Вальдек, Франц Лео Бенедикт Игнац
Франц Лео Бенедикт Игнац Вальдек (нем. Franz Leo Benedikt Ignatz Waldeck; 31 июля 1802, Мюнстер — 12 мая 1870, Берлин) — немецкий юрист, судья, политик-либерал; один из предводителей прусской демократии.

## Биография
Бенедикт Вальдек родился 31 июля 1802 года в Мюнстере. По окончании гимназии родного города изучал юриспруденцию в Гёттингенском университете, где подружился с Генрихом Гейне.
По окончании университета Вальдек занимал в Пруссии различные судебные должности. Уже в эту первую эпоху своей общественной деятельности он выступил приверженцем более свободного развития государственной жизни, что  в особенности заметно в его книге «Ueber d. bäuerliche Erbfolgrecht in Westfalen» изданной в Арнсберге в 1841 году. 

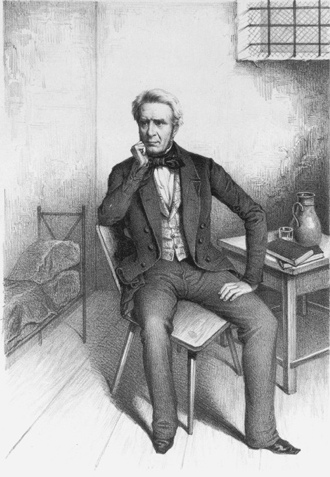
Вальдек под арестом

Избранный в 1848 году в Берлине в Прусское национальное собрание, он сделался одним из предводителей крайней левой партии и, в качестве председателя конституционной комиссии, проявил необычайную деятельность, так что новая конституция, даже в своей отредактированной форме, считалась преимущественно его делом и носила название «вальдекской хартии» или «хартии Вальдека». Он участвовал также в постановлении собрания об отказе в налогах, после роспуска палаты подписал воззвание к народу от 27 ноября и был автором обвинительного акта против министерства Бранденбурга-Мантейфеля.
В новый сейм, созванный на 27 февраля 1849 года, Бенедикт Вальдек был избран в шести местах; но уже в апреле сейм был распущен, вследствие принятия им предложения Вальдека о незаконности осадного положения. 16 мая Б. Вальдек был арестован по обвинению в участии в «заговоре» (см. Революция 1848—1849 годов в Германии). Обвинение основывалось главным образом на перехваченном письме депутата Д’Эсте к некоему Ому, где указывалось на Вальдека, как на посвященного в некоторые революционные планы. Письмо оказалось подложным: оно было сочинено самим Омом, по поручению бывшего почтового чиновника Годша, который, со своей стороны, оказался агентом «Крестовой газеты» и полицейским осведомителем. 5 декабря 1849 года присяжные оправдали Вальдека. 

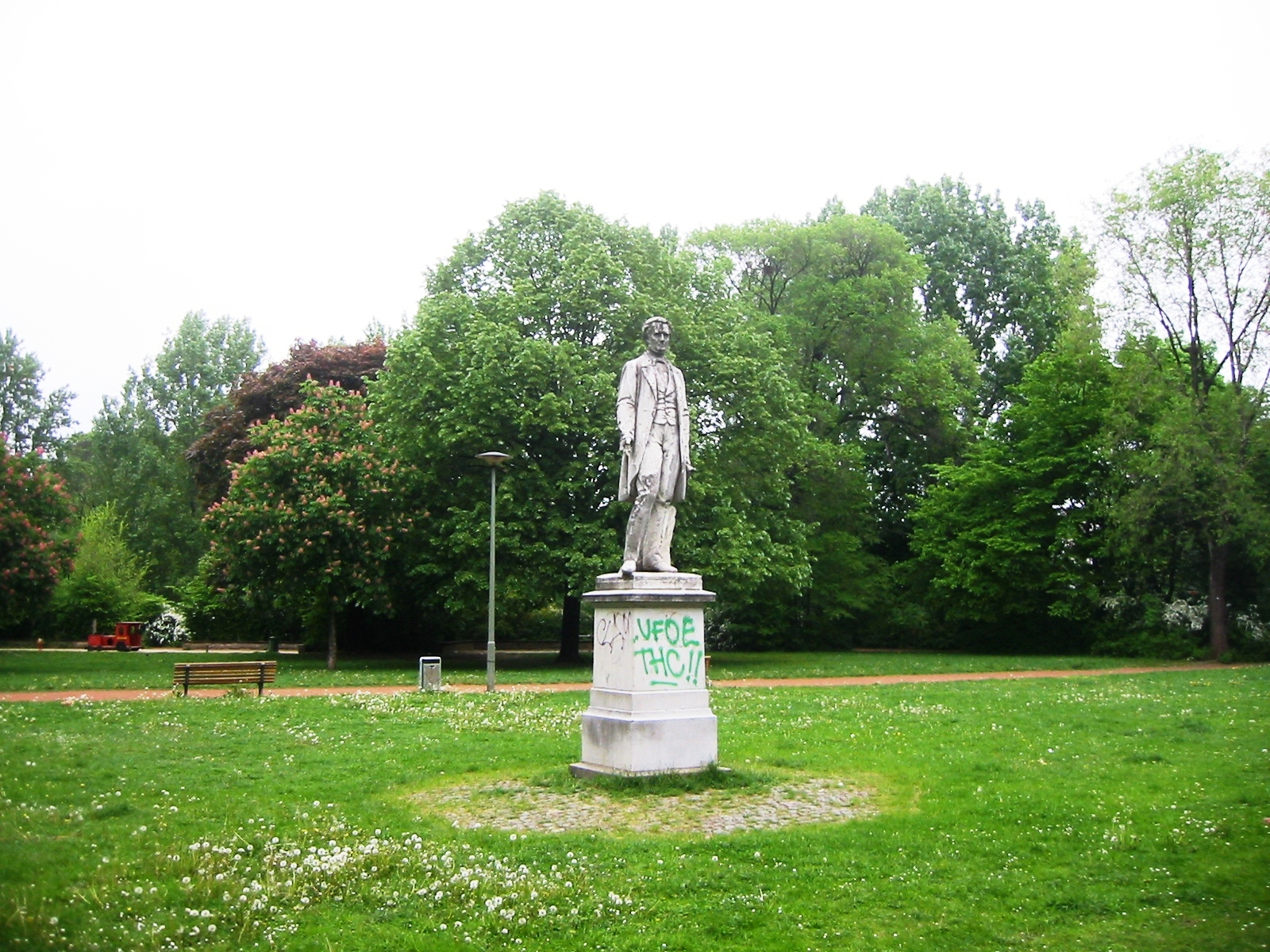
Памятник Вальдеку в Кройцберге осквернённый вандалами

В 1860 году Бенедикт Вальдек снова был избран от города Билефельда в прусскую палату депутатов и с тех пор принадлежал в ней к лидерам Германской прогрессистской партии. Наибольшую активность он проявил в эпоху конституционного столкновения 1862—1866 гг. Высказавшись в 1866 году за присоединение завоеванных провинций — Ганновера и других, он в 1867 году подал голос против Северогерманской союзной конституции, как недостаточно обеспечивающей права народа. Это не помешало ему стоять впоследствии за распространение круга деятельности союзного сейма, в котором он заседал, как представитель Билефельда.
В 1869 году Франц Лео Бенедикт Игнац Вальдек, по состоянию здоровья, сложил с себя депутатские полномочия;  умер 12 мая 1870 года в Берлине и был похоронен на католическом кладбище Святой Ядвиги на Лизенштрассе; в похоронной процессии приняли участие десятки тысяч человек. Позднее на столичном кладбище ему был поставлен памятник.
Бенедикт Вальдек написал несколько юридических трудов, преимущественно по процессуальным вопросам. Письма и стихотворения его были изданы Шлютером в 1883 году в Падерборне.